# توميسلاف روكافينا
توميسلاف روكافينا (بالكرواتية: Tomislav Rukavina)‏ هو مدرب كرة قدم ولاعب كرة قدم كرواتي في مركز الوسط، ولد في 14 أكتوبر 1974 في أوسييك في كرواتيا. شارك مع منتخب كرواتيا لكرة القدم. أما مع النوادي، فقد لعب مع دينامو زغرب ونادي أوسييك ونادي زغرب ونادي فينيزيا وهايدوك سبليت.

## وصلات خارجية
- توميسلاف روكافينا على موقع اتحاد كرواتيا (الكرواتية)
- توميسلاف روكافينا على موقع قاعدة بيانات كرة القدم.إي يو (الإنجليزية)
- توميسلاف روكافينا على موقع ناشيونال فوتبول تيمز (الإنجليزية)
- توميسلاف روكافينا على موقع Soccerway.com (الإنجليزية)
- توميسلاف روكافينا على موقع عالم كرة القدم.نت (الإنجليزية)